# Agalmatidae
Agalmatidae of Agalmidae is een familie van de orde siphonophorae uit de klasse hydroïdpoliepen.

## Geslachten
- Agalma Eschscholtz, 1825
  - Agalma clausi Bedot, 1888
  - Agalma elegans (Sars, 1846)
  - Agalma okeni Eschscholtz, 1825
- Athorybia Eschscholtz, 1829
  - Athorybia lucida Biggs, 1978
  - Athorybia rosacea (Forskål, 1775)
- Cordagalma Totton, 1932
  - Cordagalma ordinata (Haeckel, 1888)
  - Cordagalma tottoni Margulis, 1993
- Frillagalma Daniel, 1966
  - Frillagalma vityazi Daniel, 1966
- Halistemma Huxley, 1859
- Lychnagalma Haeckel, 1888
- Marrus Totton, 1954
  - Marrus antarcticus Totton, 1954
  - Marrus claudanielis Dunn, Pugh & Haddock, 2005
  - Marrus orthocanna Kramp, 1942
  - Marrus orthocannoides Totton, 1954
- Nanomia A. Agassiz, 1865
- Resomia Pugh, 2006
- Rudjakovia Margulis, 1982
- Stephanomia Peron & Lesueur, 1807

### Voormalige geslachten
- Agalmopsis Sars, 1846 hernoemd naar Agalma Eschscholtz, 1825
- Lynchagalma hernoemd naar Lychnagalma Haeckel, 1888
- Moseria Totton, 1965 hernoemd naar Resomia Pugh, 2006

### Nomen dubium
- Paragalma Margulis, 1976
- Stepanyantsia